# Volver a amar
Volver a amar est une telenovela chilienne diffusé depuis le 5 mai 2014 sur TVN,.

## Acteurs et personnages
- César Sepúlveda : Luis Pizarro
- Adela Secall : María Paz Villaseñor
- Felipe Braun : Franco Andrade
- Gloria Laso : Blanca Hernández
- José Palma : Pablo Errázuriz
- Ignacia Allamand : Olivia Thompson
- Carmen Disa Gutiérrez : Carmen Véliz
- Erto Pantoja : Juvenal Pizarro
- Cecilia Cucurella : Aurora del Sante
- Natalia Aragonese : Nancy Corrales
- Gabriel Prieto : Salustio Corrales
- Marcela Osorio : Betsabé Tapia
- Marcela Medel : Rosa Peña
- Cristián Chaparro : Víctor Núñez "El Buho"
- Trinidad Gormáz : Martina Pizarro
- Carlos Briones : William Peña

### Participations spéciales
- Rommy Salinas : Mujer de la Vega
- Bárbara Mundt : Dra. Viviana

## Diffusion internationale
- TVN
- TV Chile
- TV Chile
- TV Chile

### Sources
- (es) Cet article est partiellement ou en totalité issu de l’article de Wikipédia en espagnol intitulé « Volver a amar » (voir la liste des auteurs).